# Davidius davidii
Davidius davidii – gatunek ważki z rodziny gadziogłówkowatych (Gomphidae).